# Goten

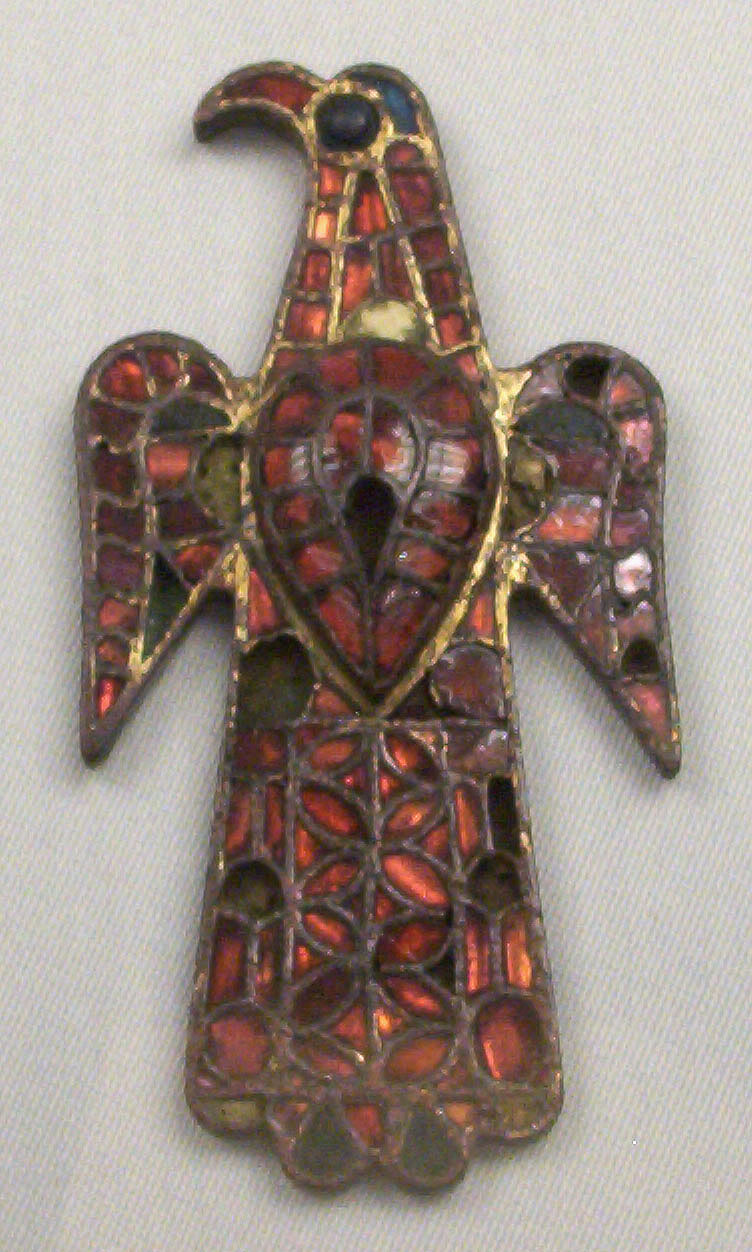
Gotisch sieraad

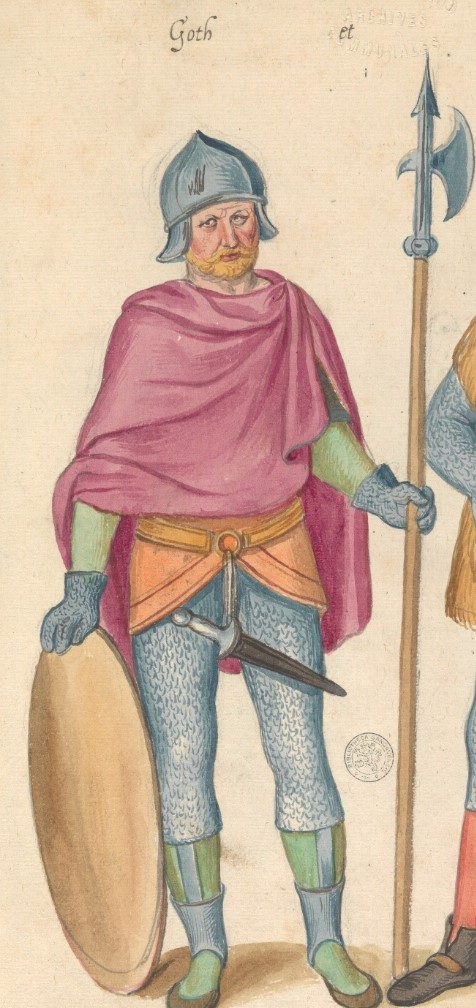
Zestiende-eeuwse perceptie van de Goten, geïllustreerd in het kostuumboek "Théâtre de tous les peuples et nations de la terre avec leurs habits et ornemens divers, tant anciens que modernes, diligemment depeints au naturel". Gemaakt door Lucas d'Heere in de 2e helft van de 16e eeuw. Bewaard in de Universiteitsbibliotheek Gent.

De Goten waren een Oost-Germaans volk dat een grote rol gespeeld heeft in de ondergang van het West-Romeinse Rijk in de 5e eeuw.

## Het begin

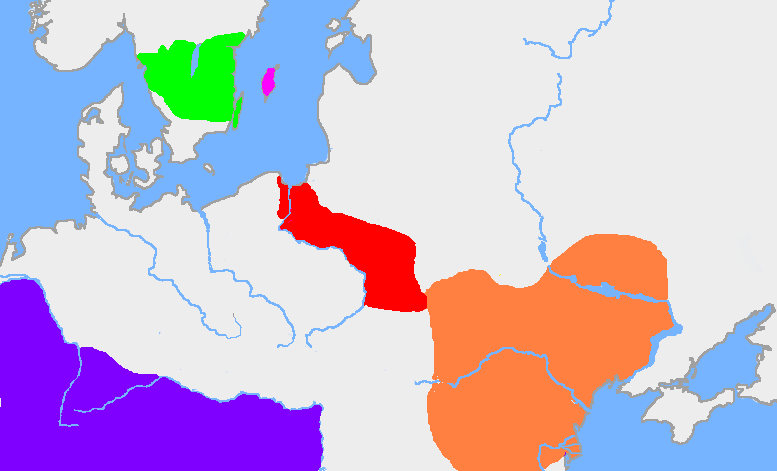
Götaland
Gotland
Wielbarkcultuur
Tsjernjachivcultuur
Romeinse Rijk

De Goten zouden volgens een overlevering uit het zuiden van Scandinavië gekomen zijn. Het eiland Gotland in de Oostzee, Götaland en de stad Göteborg zijn genoemd naar de Gauten. Historici zijn het er niet over eens of dit hetzelfde volk is als de Goten. Sommigen gaan ervan uit dat deze veronderstelling in wezen correct is, daarbij ook wijzend op het voorkomen van Goten in deze regio. Anderen betwijfelen deze herkomst, en vermoeden dat het om twee verschillende volken met toevallig op elkaar lijkende namen gaat.
Meer zekerheid hebben we over de periode kort na het begin van de jaartelling. De Goten woonden toen aan wat nu de Poolse kust is. Archeologen kennen hun overblijfselen daar als de Wielbarkcultuur. In de tweede en derde eeuw breidden de Goten zich uit naar het zuiden, over Polen, Wit-Rusland en Oekraïne waar de Tsjernjachivcultuur ontstond.
De Goten hadden wel koningen, maar die werden gekozen en er was geen sprake van een duidelijke alleenheerser in een dynastie van opeenvolgende geslachten. De Germaanse koning was een krijgsheer die gevolgd werd zolang hij succes behaalde, dat wil zeggen vijanden het hoofd bieden en roofbuit verdelen. Naast de Goten leefden nog andere, grotere en kleinere Oost-Germaanse stammen, zoals de Bourgondiërs, de Vandalen, de Gepiden, de Rugiërs, de Heruli, Bastarnae en de Sciri. Bij de verplaatsing van het volk naar nieuwe woongebieden, een proces dat volgde op rooftochten in aantrekkelijke gebieden en verjaging of onderwerping van de daar wonende bevolking, waren steeds ondernemende en strijdbare jonge mannen actief. Het is onduidelijk in hoeverre zij hun familie dan achterna lieten komen. In ieder geval sloten generatiegenoten uit andere stammen zich aan en daarmee veranderde de samenstelling van de oorspronkelijke Goten zodat de naam een continuïteit suggereert die er niet is geweest. Wel kenden de Goten een aantal vooraanstaande geslachten die de oorspronkelijke tradities en dan met name in de godsdienstbeoefening en de helden en godenliteratuur vertegenwoordigden, zoals de Baltha onder de Visigoten of de Amal onder de Ostrogoten. De heidense stamtradities kregen in de vierde eeuw concurrentie van het christendom, dat de toegang van de Goten op Romeins gebied vergemakkelijkte, hoewel hun christelijk geloof het primaat van Rome niet erkende en een dissident karakter had (arianisme).

## Oekraïne en Transsylvanië
In de derde en vierde eeuw trokken de Goten zuidwaarts, en vestigden zich in het gebied tussen de Donau en de Don, het huidige Roemenië en Oekraïne. De splitsing in Ostrogoten en Visigoten (soms ten onrechte verbasterd tot Oost-Goten en West-Goten) stamt waarschijnlijk van kort na hun aankomst daar. De ontwikkeling van de Goten is in veel opzichten moeilijk te volgen, de voorheen onbekende stammen groeide tot een machtig volk. Er ontstonden twee Gotische rijken, de klassieke schrijvers maken vanaf ongeveer 270 melding van twee verschillende stammen. Ondanks alle omzwervingen daarna zullen er waarschijnlijk altijd een aantal van hen in die streken gebleven zijn, getuige het voorkomen van het Krim-Gotisch tot de 18e eeuw toe op de Krim.

## Het Romeinse Rijk

### Invallen op Romeins gebied

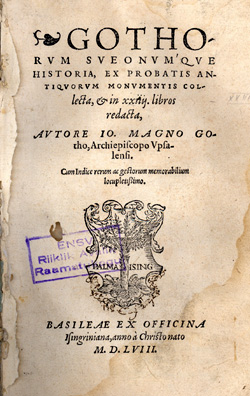
De voorpagina van het boek Gothorum Sveonumque Historia door Johannes Magnus

De eerste invallen van de Goten op Romeins grondgebied vonden plaats in 237. De Romeinse provincie Dacië ondervond dat jaar hinder van Gotische plundertochten. Het Romeinse leger ter plaatse maakte korte metten met deze plunderaars. Maar al gauw werd de dreiging van de Goten zo groot dat Maximinus I Thrax besloot ze met een schatting af te kopen nadat deze eerder de stad Histria aan de monding van de Donau hadden geplunderd.
Tien jaar later waren de plundertochten grootschaliger geworden. Toen Marcianopolis in 249 door de Goten werd ingenomen en geplunderd, stuurde keizer Philippus I zijn bekwame generaal Traianus Decius eropuit om een einde te maken aan de invallen. Decius vernietigde de Asdingen en behaalde een overwinning op de Goten. Maar in plaats van de vluchtende Goten in te halen, liet hij zich door zijn troepen tot keizer uitroepen en vertrok naar Italië om de heerschappij met Philippus te betwisten. Als gevolg van het vertrek van Decius kwamen de Goten het jaar daarop in groten getale terug en konden vrijwel ongehinderd de Balkan plunderen. Onder leiding van Cniva veroverden de Goten Philippopolis en bleven overwinteren.
Decius versloeg keizer Philippus in Italië en keerde met het leger in 250 terug naar de Balkan. Ditmaal werd het Romeinse leger door de Goten in een val gelokt en bij Razgrad verslagen; Decius en zijn zoon vonden daarbij de dood.
Het duurde twee jaar voordat het Romeinse Rijk opnieuw een leger tegen de Goten inzette. Dit leger onder bevel van generaal Aemilianus versloeg de Goten in 253. Maar evenals Decius maakte hij het karwei niet af, hij liet zich tot keizer uitroepen en verliet Dacië.
Na 256 verdwijnen Romeinse inscripties uit Dacia, waarschijnlijk omdat de provincie in dat jaar verloren ging aan de Tervingi, een belangrijke Visigotische stam.

### Aanvallen over zee
Vanaf 255 legden de Goten zich ook toe op zeeroverij, toen zij tot dicht bij Thessaloniki genaderd waren en de landengte bij Korinthe afgesloten was. Met behulp van een vloot werd in 255-257 Klein-Azië aangevallen, en vele steden in Pontus, Bithynië en Propontus vielen de Goten tot slachtoffer. De Goten verbonden zich met de Herulen en maakten de Zwarte Zee tot de Hellespont onveilig. Toen Valerianus als keizer in het Oosten kwam weg te vallen werd hun dreiging nog groter. In 260 slaagden de Goten erin een Romeins eskader dat bij Byzantium gestationeerd lag te vernietigen. Nu konden zij met hun roofschepen ook de Egeïsche Zee binnen dringen. Terwijl te land Gotische bendes de Balkan afstroopten, plunderen Gotische zeerovers de kusten en de eilanden.
In 268 volgde wellicht de grootste aanval. Een vloot van Goten en Herulen trok  samen aan de westkust van de Zwarte Zee en slaagde erin de Bosporus door te varen. In de Egeïsche Zee aangekomen werden de eilanden Lesbos en Athos geplunderd, waarna de vloot in drie groepen uiteen viel. De eerste, Herulische, groep landde bij Thessaloniki en raakte slaags met het leger van keizer Gallienus, dolf het onderspit en werd vernietigd. De tweede groep plunderde Griekenland en werd in 269 verslagen door keizer Claudius II bij Naissus (het huidige Niš). De overlevenden werden op het land achtervolgd, en moesten zich uiteindelijk overgeven. De derde groep deed aanvallen op de kusten van Klein-Azië, Rhodos en Cyprus, voor ze door Probus naar de Zwarte Zee werden teruggejaagd.

### Herstel van de Romeinse macht
Keizer Aurelianus boekte een grote overwinning op de Goten en de Dacische Carpi, en besloot daarna Dacië te ontruimen. Dit besluit lijkt succes te hebben gehad, want de Goten hielden zich hierna rustig, werden zelfs bevriend met het keizerrijk, zoals blijkt uit het feit dat ze in 297 troepen stuurden om in de oorlog tegen de Perzen te helpen. Waarschijnlijk waren ze te druk met het bezetten van Dacië, zoals ook blijkt uit de vlucht van volkeren uit dit gebied (de Bastarni, de Karpen en de Gepiden) naar het Romeinse Rijk. In deze tijd ontstonden twee belangrijke Gotische rijken, dat van de Tervingi in het westen en dat van de Greuthingi in het oosten. Hun grens werd gevormd door de rivieren Dnjestr en Proet. De Tervingi zijn ruwweg de latere Visigoten, de Greuthingi de Ostrogoten, al ligt de werkelijkheid ingewikkelder.
In de jaren die volgden waren er toch weer regelmatig invallen vanuit het voormalige Dacië over de Donau die nu weer de grens was. Constantijn de Grote was zich bewust van het gevaar en bouwde vrij uitgebreide versterkingen langs de lange Donaugrens (324). In 332 werden de Tervingi foederati, met de Romeinen verbonden volken buiten het rijk, al is het waarschijnlijk dat ze die status ook al eerder hadden. In het algemeen waren de verhoudingen tussen de Romeinen en de Goten in de eeuw vanaf 269 vriendelijk, de Donau was zelfs een 'open grens' voor handelaren tot 369, waar normaal de Romeinen dit soort contacten tot enkele specifieke grensposten beperkten.
Rond 365 waren er toch weer invallen van barbaren, waarschijnlijk Goten, in de Balkan. Procopius, die uitgezonden was om ze te bestrijden, liet zich tot keizer uitroepen, daarbij geholpen door de Tervingi onder Athanarik. Ook zijn opvolger Marcellus liet zich in zijn keizersaspiraties steunen door de Goten. Keizer Valens ondernam hierna een strafexpeditie tegen de Goten, zich niets aantrekkend van hun verweer dat ze slechts gereageerd hadden op een schijnbaar bonafide Romeins verzoek om hulp. Het kwam tweemaal tot een veldslag, die beide door de Romeinen werd gewonnen, doch Athanarik slaagde erin zijn troepen bijtijds terug te trekken, en leed relatief geringe verliezen. De vrede werd getekend, waarbij de Goten enkele concessies moesten doen, maar grotendeels de situatie van voor 365 werd hersteld. Onder de Tervingi kwam het in de volgende jaren tot een strijd tussen de anti-christelijke Athanarik en de door de Romeinen en Valens gesteunde Fritigern.

### De Hunnen
Van de Greuthingi (Ostrogoten), die verder van het Romeinse Rijk woonden, weten we minder. Rond deze tijd werden zij geregeerd door een machtige en zeer oorlogszuchtige koning, Ermanerik. Hij bouwde een groot rijk op, al is het niet duidelijk hoe groot. Bronnen beweren dat zijn rijk zich uitstrekte tot aan de Baltische kust, langs de Wolga en tot aan de Oeral, maar dit is vermoedelijk overdreven.
In 375 werden de Goten aangevallen door de Hunnen, die eerder al de meer oostelijk levende Alanen hadden onderworpen. Van Ermanerik wordt verteld dat hij zichzelf doodde toen hij niet in staat bleek de Hunnen te stoppen. Sommige historici vermoeden dat het hier om een poging ging de goden gunstig te stemmen voor zijn volk door zichzelf te offeren. Indien dit het geval is, heeft het niet mogen baten, en de Greuthingi/Ostrogoten vluchtten westwaarts, naar het gebied van de Tervingi.
Athanarik liet zijn legers positie opvatten bij de Dnjestr, maar moest zich onder druk van de Hunnen terugtrekken. Ook een tweede poging om meer westelijk met behulp van een grote wal een verdedigingslinie op te trekken werd door aanvallen van de Hunnen verijdeld. Hierna besloot het grootste deel van de Tervingi, onder Fritigern en Alavivus om naar het Romeinse Rijk te vluchten. Ook de Greuthingi, onder Alatheus en Saphrax stonden aan de oever van de Donau om toestemming te vragen binnen te trekken.
De Tervingi kregen toestemming, de Greuthingi niet, doch in de latere schermutselingen konden ook zij oversteken. Deze groep kwam onder Odotheus het rijk binnen en werden gevestigd in Anatolië. Op die manier kwamen diverse groepen Goten in het Romeinse rijk. Andere Goten, waaronder Athanarik, trokken zich terug naar Transsylvanië, en hielden daar een Gotisch rijk totdat dit gebied ook door de Hunnen werd bezet, waarschijnlijk kort na 400. Na de dood van Attila, toen het Hunnenrijk uiteenviel, waren de Goten onder de eersten die hun onafhankelijkheid terugkregen. Deze werden bekend als de Ostrogoten, naar Ostrogota, de eerste koning van de Ostrogoten (Greuthingi).
Voor de verdere geschiedenis van de Goten zie de artikelen over Visigoten en Ostrogoten.

## Religie

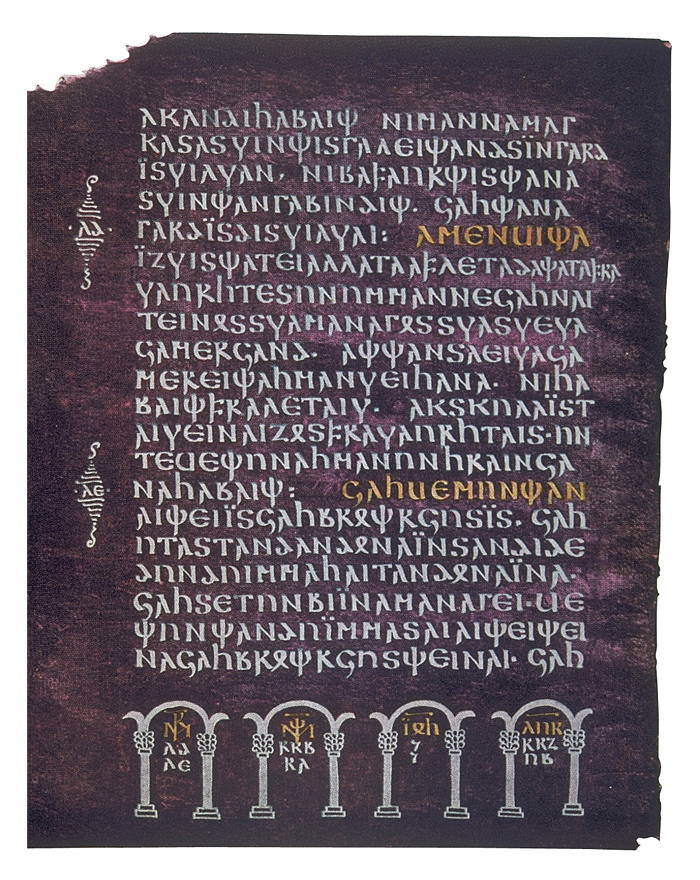
Bladzijde uit de Codex Argenteus

Van oudsher vereerden de Goten de Germaanse goden waarvan de belangrijkste Odin, Thor en Freya waren. Hun religieuze gebruiken verschilden waarschijnlijk niet veel van die van de andere Germaanse volkeren.
Gedurende de vierde eeuw was het christendom in opmars onder de Goten, en uiteindelijk werden ze christen, mede dankzij het werk van Wulfila, de 'apostel van de Goten', die bekend is geworden vanwege zijn vertaling van de Bijbel in het Gotisch. Hij ontwierp hiervoor een speciaal Gotisch alfabet, gebaseerd op het Griekse alfabet, maar met elementen vanuit het Latijnse alfabet en het runenalfabet. De Goten vielen echter niet onder het katholieke geloof, maar waren arianen evenals de meeste andere Germaanse stammen. Deze stroming verschilt van het orthodoxe katholicisme daarin dat ze niet gelooft dat Jezus en God dezelfde entiteit zijn, maar Jezus als een aparte, aan God ondergeschikte schepping ziet. Ten tijde van de bekering van de Goten was dit de overheersende stroming in het christendom. Geleidelijk kreeg het katholieke geloof onder de christenen de overhand en werd ten slotte de staatsgodsdienst van het naburige Romeinse Rijk. De laatste ariaanse Goten bekeerden zich in de vroege middeleeuwen ten slotte tot het katholicisme.

## Bekende Goten
- Ostrogota, stamvader der Ostrogoten
- Ulfila, bisschop en Bijbelvertaler
- Theodorik koning van de Ostrogoten

## Trivia
- In de verhalen van Asterix zijn de Goten een karikatuur van de Duitsers. Hun taal wordt in deze verhalen, evenals het Duits tot de Tweede Wereldoorlog, met gotische letters geschreven. Verder is er bij Asterix reeds sprake van Oost-Goten en West-Goten (Ostrogoten en Visigoten) en dit verwijst naar de toenmalige tweedeling van Duitsland. Het is ook een anachronisme, want de splitsing van de Goten vond pas eeuwen later plaats.
- Het woord gotiek is van de Goten afgeleid, omdat de gotiek niet-Romaans oftewel barbaars werd gevonden. Met de Goten heeft de gotiek niets te maken.